# Un cow-boy sous pression
Un cow-boy sous pression est la cent vingt-cinquième histoire de la série Lucky Luke. Écrite par Jul et dessinée par Achdé, elle est publiée pour la première fois en album le 15 novembre 2024. L’album paraît dans la collection Les Aventures de Lucky Luke d'après Morris, no 11,,.

## Résumé
Deux semaines ordinaires dans la vie de Lucky Luke, ce n’est pas de tout repos : arrestation des Dalton et autres braqueurs de banque, rodéo, accompagnement de troupeaux… Ces acrobaties diverses, notamment les positions de tir farfelues utilisées par notre cow-boy, finissent par entraîner un petit mal de dos.
Lucky Luke se rend chez un médecin, qui exerce dans la ville de New München dans le Dakota. Ce dernier lui prescrit un antidouleur et du repos. Le maire et le croque-mort de la ville, qui ont reconnu Lucky Luke dans la salle d’attente du médecin, l’abordent dans la rue pour lui proposer une mission : mettre fin à la grève des ouvriers des brasseries, afin que la bière puisse à nouveau couler à flot dans les saloons de la région, car c’est tout le folklore du Far-Ouest qui est menacé…
Au cours de cette aventure, Lucky Luke sera amené à rencontrer différents personnages inspirés de personnalités réelles ou fictives, tous en lien avec la culture allemande.

## Réception
L'album est tiré à 380 000 unités en France. Il débute en tête du classement hebdomadaire des bandes-dessinées dans le pays, atteignant également le Top 20 livres à la 3e place. À la fin de l'année 2024, il atteint 198 000 exemplaires vendus pour une 6e place au classement BD annuel.

## Clins d'œil, références et caricatures